# Schloffer-Tumor
Der Schloffer-Tumor ist ein granulomatöser Bindegewebstumor, hervorgerufen durch eine chronische Entzündungsreaktion. Benannt ist der Schloffer-Tumor nach dem Chirurgen Hermann Schloffer (1868–1937).

## Auftreten
Der Tumor kann nach Entzündung des Wurmfortsatzes des Blinddarms an der Bauchwand auftreten. Meist handelt es sich um ein sogenanntes Talkumgranulom oder eine Reaktion auf chirurgische Nahtreste (Nahtgranulom), die Monate oder Jahre nach der Operation auftritt.